# Wojgiany (przystanek kolejowy)
Wojgiany (biał. Вайганы, ros. Войгяны) – przystanek kolejowy w miejscowości Wojgiany, w rejonie wołożyńskim, w obwodzie mińskim, na Białorusi.
Przystanek istniał przed II wojną światową. Odchodziła wówczas od niego bocznica do pobliskich lasów (obecnie nieistniejąca).